# Frontenac (circonscription provinciale)
Pour les articles homonymes, voir Frontenac.
Circonscription électorale provinciale du Canada
Frontenac est une ancienne circonscription électorale provinciale du Québec située dans la région de Chaudière-Appalaches.

## Historique
Le district électoral de Frontenac est créé à partir d'un parti du district de Compton en 1912. Durant les dernières décennies, le territoire de la circonscription sera modifié lors des réformes de la carte électorale de 1972, 1980, 1992 et 2001.
Elle est nommée en l'honneur de Louis de Buade de Frontenac, gouverneur de la Nouvelle-France à la fin du XVIIe siècle.

## Territoire et limites
Lors de son abolition, la circonscription de Frontenac s'étendait sur 1 750,21 km2. En 2001 sa population était de 41 538 personnes. Situé dans la région de Chaudière-Appalaches, elle comprenait le territoire des 16 municipalités suivantes :
| - Adstock - Disraeli (ville) - Disraeli (paroisse) - East Broughton | - Irlande - Kinnear's Mills - Sacré-Cœur-de-Jésus - Saint-Adrien-d'Irlande | - Sainte-Praxède - Saint-Jacques-de-Leeds - Saint-Jacques-le-Majeur-de-Wolfestown - Saint-Jean-de-Brébeuf | - Saint-Joseph-de-Coleraine - Saint-Julien - Saint-Pierre-de-Broughton - Thetford Mines |

## Liste des députés
| Législature                        | Années    | Député              | Député                     | Parti                 |
| ---------------------------------- | --------- | ------------------- | -------------------------- | --------------------- |
| Frontenac Créée depuis Compton     |           |                     |                            |                       |
| 13e                                | 1912–1916 |                     | Georges-Stanislas Grégoire | Libéral               |
| 14e                                | 1916–1919 |                     | Georges-Stanislas Grégoire | Libéral               |
| 15e                                | 1919–1923 |                     | Georges-Stanislas Grégoire | Libéral               |
| 16e                                | 1923–1927 | Cyrille Baillargeon |                            | Libéral               |
| 17e                                | 1927–1931 | Cyrille Baillargeon |                            | Libéral               |
| 18e                                | 1931–1935 | Henri-Louis Gagnon  |                            | Libéral               |
| 19e                                | 1935–1936 |                     | Patrice Tardif             | ALN                   |
| 20e                                | 1936–1939 |                     | Patrice Tardif             | Union nationale       |
| 21e                                | 1939–1944 |                     | Henri-Louis Gagnon         | Libéral               |
| 22e                                | 1944–1948 |                     | Patrice Tardif             | Union nationale       |
| 23e                                | 1948–1952 |                     | Patrice Tardif             | Union nationale       |
| 24e                                | 1952–1956 |                     | Gérard Noël                | Libéral               |
| 25e                                | 1956–1960 |                     | Éloi Guillemette           | Union nationale       |
| 26e                                | 1960–1962 |                     | Éloi Guillemette           | Union nationale       |
| 27e                                | 1962–1966 |                     | Éloi Guillemette           | Union nationale       |
| 28e                                | 1966–1970 | Fernand Grenier     |                            | Union nationale       |
| 29e                                | 1970–1973 |                     | Paul-André Latulippe       | Ralliement créditiste |
| 30e                                | 1973–1976 |                     | Henri Lecours              | Libéral               |
| 31e                                | 1976–1981 |                     | Gilles Grégoire            | Parti québécois       |
| 32e                                | 1981–1983 |                     | Gilles Grégoire            | Parti québécois       |
| 32e                                | 1983–1985 |                     | Gilles Grégoire            | Indépendant           |
| 33e                                | 1985–1989 |                     | Roger Lefebvre             | Libéral               |
| 34e                                | 1989–1994 |                     | Roger Lefebvre             | Libéral               |
| 35e                                | 1994–1998 |                     | Roger Lefebvre             | Libéral               |
| 36e                                | 1998–2003 |                     | Marc Boulianne             | Parti québécois       |
| 37e                                | 2003–2007 |                     | Laurent Lessard            | Libéral               |
| 38e                                | 2007–2008 |                     | Laurent Lessard            | Libéral               |
| 39e                                | 2008–2012 |                     | Laurent Lessard            | Libéral               |
| Dissoute dans Lotbinière-Frontenac |           |                     |                            |                       |

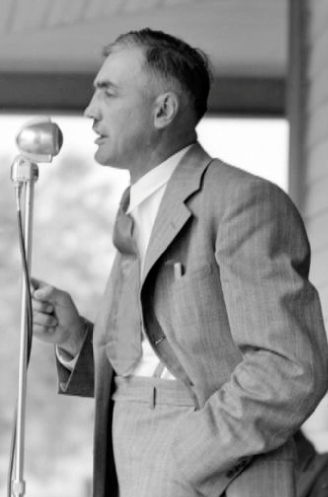
Patrice Tardif est député de Frontenac de 1935 à 1939 et de 1944 à 1952.

## Résultats électoraux
| |
| - Union nationale (ancien) - Parti libéral - Crédit social (ancien) - Parti québécois - Action démocratique (ancien) - Québec solidaire |

|                                                                                               | Nom                       | Parti               | Nombre de voix | %      | Maj.  |
| --------------------------------------------------------------------------------------------- | ------------------------- | ------------------- | -------------- | ------ | ----- |
|                                                                                               | Laurent Lessard (sortant) | Libéral             | 11 785         | 56,7 % | 6 933 |
|                                                                                               | Juliette Jalbert          | Parti québécois     | 4 852          | 23,3 % | -     |
|                                                                                               | Paul-André Proulx         | Action démocratique | 3 539          | 17 %   | -     |
|                                                                                               | Claudette Lambert         | Québec solidaire    | 423            | 2 %    | -     |
|                                                                                               | Martin Duranleau          | Vert                | 183            | 0,9 %  | -     |
| Total                                                                                         | Total                     | Total               | 20 782         | 100 %  |       |
| Le taux de participation lors de l'élection était de 63,6 % et 352 bulletins ont été rejetés. |                           |                     |                |        |       |

|                                                                                               | Nom                       | Parti               | Nombre de voix | %      | Maj.  |
| --------------------------------------------------------------------------------------------- | ------------------------- | ------------------- | -------------- | ------ | ----- |
|                                                                                               | Laurent Lessard (sortant) | Libéral             | 10 440         | 41,1 % | 1 609 |
|                                                                                               | Alain Gariépy             | Action démocratique | 8 831          | 34,7 % | -     |
|                                                                                               | Juliette Jalbert          | Parti québécois     | 5 264          | 20,7 % | -     |
|                                                                                               | Pierre Richard            | Vert                | 496            | 2 %    | -     |
|                                                                                               | Dominique Bernier         | Québec solidaire    | 391            | 1,5 %  | -     |
| Total                                                                                         | Total                     | Total               | 25 422         | 100 %  |       |
| Le taux de participation lors de l'élection était de 77,1 % et 259 bulletins ont été rejetés. |                           |                     |                |        |       |

|                                                                                               | Nom                      | Parti               | Nombre de voix | %      | Maj.  |
| --------------------------------------------------------------------------------------------- | ------------------------ | ------------------- | -------------- | ------ | ----- |
|                                                                                               | Laurent Lessard          | Libéral             | 11 251         | 43,6 % | 3 970 |
|                                                                                               | Marc Boulianne (sortant) | Parti québécois     | 7 281          | 28,2 % | -     |
|                                                                                               | Daniel Lamothe           | Action démocratique | 6 888          | 26,7 % | -     |
|                                                                                               | Bruno Vézina             | Vert                | 231            | 0,9 %  | -     |
|                                                                                               | Marie-Josée Vachon       | UFP                 | 125            | 0,5 %  | -     |
| Total                                                                                         | Total                    | Total               | 25 776         | 100 %  |       |
| Le taux de participation lors de l'élection était de 77,8 % et 287 bulletins ont été rejetés. |                          |                     |                |        |       |

## Référendums
|  | Référendum                     | % du OUI | % du NON | Taux de participation |
|  | Référendum de 1980             | 48,67 %  | 51,33 %  | 88,12 %               |
|  | Accord de Charlottetown (1992) | 38,55 %  | 61,45 %  | 83,33 %               |
|  | Référendum de 1995             | 53,02 %  | 46,98 %  | 93,51 %               |